# Sven El Salvatge
Sven El Salvatge (títol original en alemany, Der wilde Sven) és un telefilm alemany de Jochen Alexander Freydank del 2015. És el segon episodi de la sèrie de pel·lícules de ficció criminal d'ARD Més enllà del Nord amb els actors Hinnerk Schönemann i Henny Reents en els papers principals. S'ha doblat al valencià per a À Punt, que va emetre'l per primer cop el 14 d'abril de 2024.
El rodatge va tenir lloc del 12 de febrer al 13 de març de 2015 a la península de Priwall, a Fehmarn i a Hamburg.
La primera emissió el 22 d'octubre de 2015 a Erste va assolir 4,68 milions d'espectadors i una quota de pantalla del 14,7 %. Quan es va repetir el 27 de desembre de 2016, les xifres van arribar a 5,18 milions d'espectadors (15,3 % de quota).